# Quthing
Quthing – miasto, stolica dystryktu Quthing w Lesotho. Populacja wynosi około 14 tys.